# Eutrichota arenosa
Eutrichota arenosa este o specie de muște din genul Eutrichota, familia Anthomyiidae. A fost descrisă pentru prima dată de Huckett în anul 1966. Conform Catalogue of Life specia Eutrichota arenosa nu are subspecii cunoscute.